# Bocula moorei
Bocula moorei är en fjärilsart som beskrevs av Alfred Ernest Wileman och South 1917. Bocula moorei ingår i släktet Bocula och familjen nattflyn. Inga underarter finns listade i Catalogue of Life.